# Observatorio Astronómico Nacional de Llano del Hato
El Observatorio Astronómico Nacional de Llano del Hato, comúnmente referido como Astrofísico de Mérida o simplemente Observatorio Llano del Hato, es un observatorio astronómico ubicado en los predios de la población de Apartaderos del estado Mérida en Venezuela. Situado en la falda este del Cerro Portachuelo a una altitud de 3600 m s. n. m. el Astrofísico de Mérida es uno de los observatorios enclavados a mayor altura del mundo. El observatorio es administrado por el Centro de Investigaciones de Astronomía quien es además, el ente encargado de realizar los estudios en el mismo.
El observatorio consta de cuatro cúpulas, cada una con un telescopio; y un museo, así como residencias para los científicos. Es además, el mayor complejo de observación de Venezuela y el mayor entre los que operan cerca de la línea del Ecuador, por su localización, posee la ventaja de poder observar ambos hemisferios. Las temperaturas medias en el día son de 15 °C pero en la noche pueden alcanzar los 2 °C.

## Historia
En la década de 1950, la astronomía que se realizaba en el país se restringía a las observaciones que se realizaban en Caracas en el Observatorio Cagigal fundado en 1888, para esta década al entonces director de dicho observatorio, Dr. Eduardo Röhl, el gobierno nacional le encomienda viajar a Alemania y adquirir para Venezuela los equipos para un importante instituto astronómico multidisciplinario. Entre los equipos que encarga Röhl encarga figuran un telescopio de campo amplio tipo Schmidt, un doble astrógrafo, un círculo meridiano, dos telescopios fotocenitales y un instrumento apodado de pasaje, todos estos instrumentos de la firma Askania: además se solicita un telescopio reflector y un telescopio refractor de la firma Zeiss. También se contrata en Alemania la construcción de las cúpulas y las plataformas para los telescopios, y el anteproyecto, el diseño y la construcción de los edificios también se encargan a firmas alemanas. Dicho proyecto se llevaría a cabo en predios del actual Observatorio Cagigal.  Como consecuencia de los cambios políticos ocurridos a finales de esta década en el país así como la muerte del Dr. Röhl en 1959 el proyecto se paraliza.
Para la década de 1960, una comisión presidida por el físico y matemático Francisco J. Duarte se encarga del proyecto. Ya parte del equipo había llegado a Venezuela. Pero se presentaban nuevos problemas con la ubicación de los telescopios, ya que la ciudad de Caracas no resulta adecuada por la luminosidad de la misma. Para 1962 se concluye que la mejor zona se presentaba en la región andina cerca de la ciudad de Mérida.
En los años siguientes algunos de los equipos astrométricos menores se instalaron en el Observatorio Cagigal, mientras que el resto de ellos permaneció almacenado hasta 1971 cuando fueron trasladados a Mérida para su reparación y ensamblaje de las cúpulas y en un año quedaron listas para su montaje. En este tiempo ingenieros de la Universidad de los Andes seleccionaron un área cerca del pueblo de Hato del Llano para la construcción de los observatorios. 
Para diciembre de 1975 se produjo un hecho de vital importancia en la historia del observatorio, ya que por decreto presidencial, se crea la Fundación Centro de Investigaciones de Astronomía "Francisco J. Duarte" (CIDA).  El Dr. Jurgen Stock se responsabiliza de la puesta en marcha del moderno Observatorio Nacional de Llano del Hato del cual fue su primer director (1975).

## Equipos
- Telescopio gran refractor:[5] su objetivo está compuesto por un doblete acromático de 650 milímetros de diámetro y su distancia focal es de 10,5 metros.

- Telescopio reflector:[6] su objetivo está compuesto por un espejo primario de 1 metro de diámetro y una distancia focal de 5 metros. El segundo espejo convexo produce y una distancia focal efectiva de 20 metros aumentando la imagen unas 4 veces.

- Telescopio panorámico J. Stock (del tipo Schmidt):[7] su configuración óptica emplea una lente correctora de 1 metro de diámetro y un espejo cóncavo esférico como objetivo.

- Telescopio astrográfico doble:[8] consiste de dos reflectores gemelos optimizados para operar uno en luz azul y el otro en luz roja y es utilizado para determinación de posiciones y movimientos estelares con gran precisión.

- CCD´S[9] La cámara YIC consiste de un arreglo de 16 CCD´s de 2048 x 2048 pixeles para un gran total de 67 megapixeles.

## Galería
| Telescopios del Observatorio Astronómico Nacional de Llano del Hato |  |  |
|                                                                     |  |  |
|                                                                     |  |  |

## Asteroides descubiertos por el Observatorio Astronómico Nacional de Llano del Hato
- (9357) Venezuela
- (11193) Mérida
- (12359) Cajigal
- (12360) Unilandes
- (12367) Ourinhos
- (12758) Kabudarí
- (15050) Heddal
- (15453) Brasileirinhos
- (16645) Aldalara
- (38628) Huya
- (127870) Vigo
- (128166) Carora
- (149528) Simónrodríguez
- (159776) Eduardoröhl
- (161278) Cesarmendoza
- (17494) Antaviana
- (189310) Polydamas
- (196476) Humfernandez
- (201497) Marcelroche
- (347940) Jorgezuluaga
- (366272) Medellín